# Hend Sabry
Hend Sabry (tiếng Ả Rập: هند صبري) (sinh ngày 20 tháng 11 năm 1979) là một nữ diễn viên người Tunisia gốc Ai Cập sống ở Ai Cập.
Sabry đóng vai chính là "'Ola" trong bộ phim truyền hình Ai Cập Ayza Atgawiz trong vai một nhân vật bị ám ảnh bởi việc kết hôn, người trải qua hàng chục vị hôn phu tương lai. Năm 2010, bà được bổ nhiệm làm đại sứ chống đói trong Chương trình Lương thực Thế giới của Liên Hợp Quốc. Doanh nghiệp Ả Rập liệt kê cô vào danh sách "100 phụ nữ Ả Rập quyền lực nhất" năm 2013. Sabry kết hôn với một doanh nhân người Ai Cập và có hai quốc tịch của đất nước khai sinh Tunisia và đất nước cư trú của bà là Ai Cập .

## Đóng phim

### Phim
| Năm  | Tên                              | Translation                        | Vai diễn    | Notes |
| ---- | -------------------------------- | ---------------------------------- | ----------- | ----- |
| 1994 | Samt El Qosor                    | The Silences of the Palace         | Aliya       |       |
| 2000 | Mawsem El Rejal                  | The Season of Men                  | Emna        |       |
| 2001 | Mouatin Wa Mokhbir Wa Harami     | Citizen, Informant and Thief       | Hayat       |       |
| 2001 | Mozakarat Morahiqa               | A Teenager's Dairies               | Jamila      |       |
| 2002 | Al katiba                        | The Bookseller                     | Layla       |       |
| 2002 | Ara2is El teen                   | The Mud Brides                     |             |       |
| 2003 | Ezai El Banat Tehibak            | How the Girls Love You             | Mirna       |       |
| 2003 | Ayez Hakki                       | I Want My Prerogative              | Wafaa       |       |
| 2004 | Halet Hobb                       | A Love Situation                   | Habiba      |       |
| 2004 | Ahla El Awqat                    | The Most Beautiful Times           | Yosriea     |       |
| 2005 | Banat Weset El Balad             | Girls of the Center of the Country | Joumana     |       |
| 2005 | Ouija                            | Ouija                              | Farida      |       |
| 2006 | Loubat El Mawt                   | The Game Of Death                  | Layla       |       |
| 2006 | Malek Wa Kitaba                  | Heads and Tails                    | Hind        |       |
| 2006 | Imarat Yacoubian                 | The Yacoubian Building             | Bothayna    |       |
| 2006 | Sabah El Fol                     | The Morning of Jasmine             | Thanaa      |       |
| 2007 | El Gezeira'                      | The Island                         | Karima      |       |
| 2007 | Al torbini                       | The Turbines                       | Malak       |       |
| 2008 | Genenet al asmak                 | The Garden of the Fish             | Laila Bakir |       |
| 2009 | Ibrahim Labyad                   | Ibrahim Labyad                     | Horeya      |       |
| 2009 | Heliopolis                       | Heliopolis                         | Nagla       | Voice |
| 2011 | Asmaa                            | Asmaa                              | Asmaa       |       |
| 2014 | La mouakhza                      | Excuse me                          |             |       |
| 2014 | Al jazira 2                      | The Island 2                       | Karima      |       |
| 2016 | Zahrat Halab                     | The Flower of Aleppo               | Salma       |       |
| 2017 | El-Kanz: El-Haqiqah wa el-khayal | The Treasure: Reality and Fantasy  | Hatshepsut  |       |
| 2019 | El Fil El Azraq: Elgoz2 el tany  | The Blue Elephant: Part 2          |             |       |

### Phim truyền hình
| Năm  | Tựa đề            | Dịch                      | Vai trò |
| ---- | ----------------- | ------------------------- | ------- |
| 2007 | Lahazat Hariga    | Khoảnh khắc quan trọng    |         |
| 2008 | Maktoob           | Số phận                   | Ebtisam |
| 2008 | Baad El Foraq     | Sau khi chia tay          | Sokkara |
| 2010 | Aredh Khass       | Chương trình đặc biệt     |         |
| 2010 | Aiza Atgawiz      | Tôi muốn kết hôn          | Ôi      |
| 2012 | Chóng mặt         | Chóng mặt                 | Farida  |
| 2014 | Imberatoriat meen | Đế chế của ai?            | Amira   |
| 2017 | Halaw Alddunya    | Sự ngọt ngào của thế giới | Amina   |